# Astragalus alpinus
Astragalus alpinus — вид квіткових рослин з родини бобових (Fabaceae).

## Біоморфологічна характеристика
Багаторічна висхідна рослина 5–25 см заввишки. Стебла від кількох до багатьох, тонкі, від лежачих до висхідних, слабо запушені. Листки непарноперисті, 2–8 см, з 7–12 парами листочків, які 5–15(20) × 2–5(7) мм завдовжки, абаксіально (низ) дещо густоволосисті, адаксіально голі чи рідко волосисті, рідше досить густо волосисті з обох поверхонь, верхівка заокруглена до злегка загнутої. Суцвіття короткі, густо 5–15-квіткові. Чашечка 4–6 мм, притиснута чорноволосиста. Пелюстки фіолетові з білуватою основою, крила часто білуваті, часто жовтуваті, коли сухі, але переважно з фіолетовим кінчиком кіля. Боби пониклі, довжиною 1–1.5 см і товщиною 3–5 мм. Насіння 
2.5–3 × 2–2.5 мм, гладке. 2n=16, 32.

## Поширення
Поширення: Євразія й Північна Америка.